# Longileptoneta
Genre
Longileptoneta est un genre d'araignées aranéomorphes de la famille des Leptonetidae.

## Distribution
Les espèces de ce genre se rencontrent en Corée du Sud, en Chine et au Japon.

## Liste des espèces
Selon World Spider Catalog (version 25.0, 13/03/2024) :
- Longileptoneta buyongsan Lan, Zhao, Kim, Yoo, Lee & Li, 2021
- Longileptoneta byeonsanbando Lan, Zhao, Kim, Yoo, Lee & Li, 2021
- Longileptoneta gachangensis Seo, 2016
- Longileptoneta gayaensis Seo, 2016
- Longileptoneta guadunensis Yao & Liu, 2024
- Longileptoneta gutan Wang & Li, 2020
- Longileptoneta huanglongensis (Chen, Zhang & Song, 1982)
- Longileptoneta huangshan Wang & Li, 2020
- Longileptoneta huboliao Yao & Liu, 2024
- Longileptoneta jangseongensis Seo, 2016
- Longileptoneta jiaxiani Yao & Liu, 2024
- Longileptoneta jirisan Lan, Zhao, Kim, Yoo, Lee & Li, 2021
- Longileptoneta letuensis Yao & Liu, 2024
- Longileptoneta renzhouensis Yao & Liu, 2024
- Longileptoneta shenxian Wang & Li, 2020
- Longileptoneta songniensis Seo, 2015
- Longileptoneta tianmenensis Yao & Liu, 2024
- Longileptoneta weolakensis Seo, 2016
- Longileptoneta yamasakii Ballarin & Eguchi, 2022
- Longileptoneta yeren Wang & Li, 2020
- Longileptoneta zhuxian Wang & Li, 2020

## Systématique et taxinomie
Ce genre a été décrit par Seo en 2015 dans les Leptonetidae.

## Publication originale
- Seo, 2015 : « Four new species of the genera Masirana and Longileptoneta (Araneae, Leptonetidae) from Korea. » Korean Journal of Environmental Biology, vol. 33, no 3, p. 306-313.